# ويليام رايت (ممثل)
ويليام رايت (بالإنجليزية: William Wright)‏ هو ممثل أمريكي، ولد في 5 يناير 1911 في الولايات المتحدة، وتوفي في 19 يناير 1949 في المكسيك.

## وصلات خارجية
- ويليام رايت على موقع IMDb (الإنجليزية)
- ويليام رايت على موقع ألو سيني (الفرنسية)
- ويليام رايت على موقع أول موفي (الإنجليزية)
- ويليام رايت على موقع قاعدة بيانات الفيلم (الإنجليزية)
- ويليام رايت على موقع كينوبويسك (الروسية)